# GW-803,430
GW-803,430 (GW-3430) je lek koji se koristi u naučnim istraživanjima. On je selektivni nepeptidni antagonist melanin-koncentrirajućeg hormonskog receptora . U životinjskim studijama je pokazano da proizvodi anksiolitičke, antidepresivne i anoreksne efekte.

## Spoljašnje veze
|  | Molimo Vas, obratite pažnju na važno upozorenje u vezi sa temama iz oblasti medicine (zdravlja). |